# Елібаал
Елібаал (*д/н — бл. 920 до н. е.) — цар міста-держави Бібл близько 930—920 років до н. е.

## Життєпис
Походив з династії Ахірама. Син Єхімільку, царя Бібла. Посів трон близько 930 року до н. е. після смерті старшого брата Абібаала. Письмово відомий лише з напису, зробленого за його наказом на статуї фараона Осоркона I, що на думку дослідників свідчить про визнання біблським царем зверхності Єгипту.
Разом з тим згадка фараонів про підпорядкування Фінікії може свідчити, що за часів Елібаала та його брата-попередника Бібл був провідною фінікійською державою.
Помер близько 920 року до н. е. Йому спадкував син Шипітбаал I.